# Vista Nova
Vista Nova é um distrito do município brasileiro de Crissiumal, no Rio Grande do Sul.